# Versandhaus Walz
Versandhaus Walz is een Duits postorderbedrijf.
Versandhaus Walz is als klein postorderbedrijf ontstaan in 1952 en gevestigd in Bad Waldsee. Inmiddels is het bedrijf gegroeid tot een omvang van circa 1700 werknemers. 
Versandhaus Walz exploiteert de merken 'babywalz', 'Die moderne Hausfrau', 'walzkidzz', 'walzvital', 'creawalz' en 'nuggihuus'.